# Fresh Fish
Fresh Fish är ett koncept som riktar sig till lovande kreatörer inom olika kreativa yrken. Företaget Fresh Fish grundades 2007 av Ali Davoodi.
Fresh Fish anordnar en årlig svensk modemässa och tävling för lovande modedesigner som äger rum i Göteborg. Förutom Fresh Fish modemässa finns även Fresh Fish Gallery med inriktning mot konst. 2008 vann Fresh Fish Nöjesguidens pris i kategorin 'Form' som delas ut till personer och företeelser som betytt extra mycket för staden under året.

## Historia
Idén kring Fresh Fish uppkom 2005 då grundaren Ali Davoodi ville skapa ett koncept och en plattform som riktade sig till lovande kreatörer. Den första plattformen som var modedelen som ledde till att Fresh Fish arrangerade sin första modemässa och tävling i Exercishuset i Göteborg 2007. Utställare från hela landet har sedan dess årligen visat upp sina alster i kategorierna kläder, accessoarer och smycken. 2009 flyttade mässan till Eriksbergshallen och utökades då med en dag. Mässan har sedan starten utsett vinnare bland kreatörerna för bästa design. En jury bestående av erfarna aktörer inom mode och formgivning utser varje år vinnaren.
Vinnare av Fresh Fish sedan starten har varit:
- 2007 Sabina Bryntesson
- 2008 Hanna Lindström
- 2009 Anna Falck
- 2010 Thorhildur Johannesdottir
- 2011 Tamara Simonovic (Bästa Accessoarer/Smycken) & Linda Stjärnehag (Kläddesign)
- 2012 Sandra Lundblad & Carolina Baldal (Bästa Accessoarer/Smycken) & Akharadet Ekchanok (Kläddesign)
- 2013 Mike Årsjö (Bästa Accessoarer/Smycken) & Carolina Rönnberg (Kläddesign)

Första pris i tävlingen har bestått bland annat av att som designer få ett antal plagg producerade och sålda hos något av Sveriges största modeföretag.
Fresh Fish Gallery är den hittills andra delen som startat. Fresh Fish Gallery hade sin första utställning 2009.

## Media
Vid första modemässan kläddes träden på Vasagatans allé i Göteborg i gula kjolar för att skapa uppmärksamhet. Denna satsning fick, liksom mässan, ett stort genomslag och Fresh Fish uppmärksammades i positiva ordalag i media. Fresh Fish har för varje år blivit mer och mer framlyft i media som något som fyllt ett tomrum inom kultur, mode och formgivning i Sverige. 2008 vann företaget Nöjesguidens pris i kategorin 'Form' som delas ut till personer och företeelser som betytt extra mycket för staden under året.

## Internationellt samarbete
År 2009 inleddes ett internationellt samarbete i samband med Fresh Fish modemässa. Man samarbetade då med en grupp unga kläddesigner från Vitryssland som besökte Sverige med projektet Melnitsa Mody. Syftet med den internationella satsningen är att lyfta fram svenska och internationella lovande designer.
Den internationella delen av Fresh Fish går under namnet NAGO (New Arrivals Gothenburg). NAGO är en internationell mötesplats, där aktörer från olika mode- och designkulturer kan utbyta idéer och inspireras av varandra. De internationella utställarna på Fresh Fish modemässa deltar inte i tävlingen.
2010 års NAGO-samarbete var med modeutbildningen på "University of Arts and Industrial design" från Linz, Österrike. Elever från skolan ställde ut sina kollektioner på mässan där de hade en separat visning per dag och en egen monter där de visade upp sina alster. Andra länder som vart en del av NAGO är Finland (2011), Frankrike (2012) och Danmark (2013).